# شادهوار

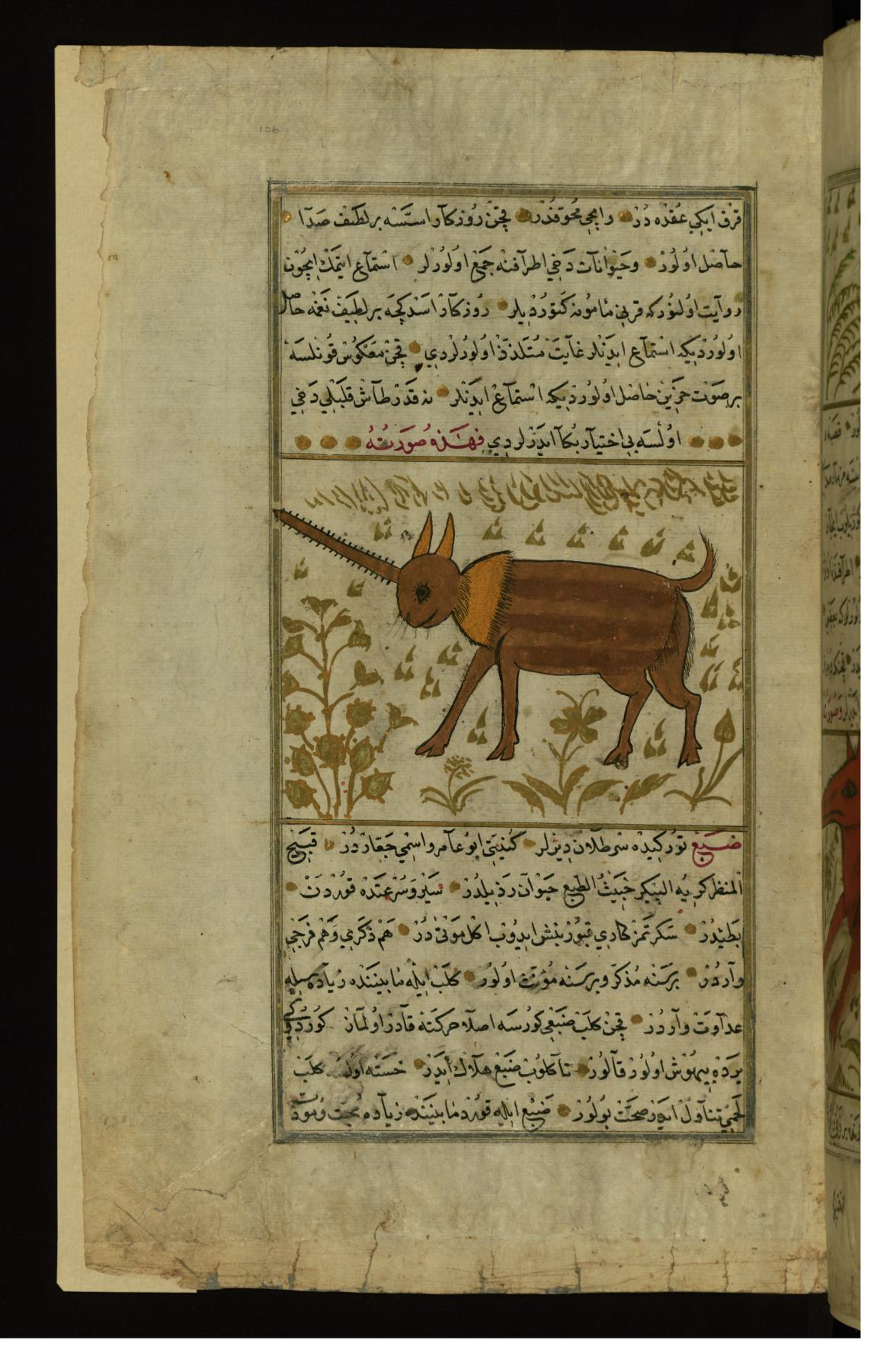
تُصور هذه الصحيفة من مخطوطة والترز W659 حيوان الشادهوار، وهو حيوان ذو قرن واحد.

شادهوار أو شادهافر هو مخلوق أسطوري من الأساطير العربية في العصور الوسطى وهو يشبه حصان وحيد القرن. ذكر الدميري في كتاب حياة الحيوان الكبرى أن لديه قرناً واحداً عملاقاً و42 فرعاً مجوفاً ينتشر من هذا القرن. ويقول ابن المستوفي أنه من أكلة لحوم البشر.
ويقول القزويني:

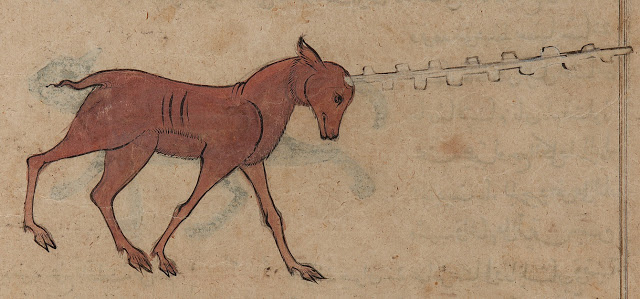
شادهوار.

اختلاف الوصف بين القزويني والدميري قد يكون التباس مع أسطورة السيرانس وهو حيوان مفترس يعزف الموسيقى لإغراء ضحاياه.ذكر "ج. جاكوب" أوجه التشابه بين السيرانس و الأسطورة الأغريقية سيرانة هي حورية بحرية لها رأس امرأة وجسد طير، تغوي الملاحين بغنائها الساحر حتى توردهم التهلكة.
ذكر شهاب الدين الأبشيهي في كتابه المستطرف في كل فن مستظرف: